# Отуз-Адыр
Отуз-Адыр (кирг. Отуз-Адыр) — село в Кара-Сууском районе Ошской области Кыргызстана. Административный центр Отуз-Адырского айылного аймака.

## География
Село расположено в северо-западной части области, на расстоянии приблизительно 12 километров (по прямой) к юго-востоку от города Кара-Суу, административного центра района. Абсолютная высота — 1016 метров над уровнем моря.

## Население
Согласно оценочным данным Национального статистического комитета Кыргызской Республики, численность населения села на начало 2024 года составляла 7070 человек.
| год     | 2009 | 2014 | 2015 | 2020 | 2021 | 2023 | 2024 |
| ------- | ---- | ---- | ---- | ---- | ---- | ---- | ---- |
| человек | 5875 | 6016 | 6123 | 6513 | 6597 | 6880 | 7070 |